# Megophrys latidactyla
Megophrys latidactyla es una especie de anfibio anuro de la familia Megophryidae.

## Distribución geográfica yhábitat
Es endémica del centro-norte de Vietnam. Su rango altitudinal oscila alrededor de 820 m s. n. m..